# Абелам (язык)
Абелам (амбулас) — папуасский язык, распространённый на северо-востоке Папуа — Новой Гвинеи. Относится к сепикской языковой семье.

## Социолингвистическая информация
Носители — народ абелам, в котором выделяются северная (маприк) и южная (восера) подгруппы. Соответственно, язык абелам делится на два диалекта: маприк и восера.
Есть заимствования из языка ток-писин, который является официальным языком в Папуа — Новой Гвинее: piksa 'фотография' (picture), em tasol (and that’s all).
Язык в уязвимом положении.

## Типологическая характеристика

### Тип выражения грамматических значений
Синтетический язык.
| (1) | wnә                     | a-v-wtә-n        |
|     | 1sg                     | here-see-1sg-pst |
|     | ‘I have seen [it] here’ |                  |

### Характер границы между морфемами
Агглютинативный язык. В глагольной словоформе есть одна позиция для префикса (каузатив), пять позиций для внутренних суффиксов (1 — ориентация в пространстве, 2 и 3 — аспект, 4 — показатель бенефактивного аппликатива, 5 — согласование с субъектом) и две позиции для внешних суффиксов (различные временные и модальные значения). В примере заполнены 1, 3, 4 и 5 внутренние позиции и 1 внешняя позиция.
| (2) | yat-jada-takna-kwe-da-ka                      |
|     | throw-down-comp-ben-3pl-t                     |
|     | ‘they finished throwing it down for them and’ |

### Локус маркирования

#### В посессивной именной группе
Зависимостное маркирование: маркируется посессор.
| (3) | takwʌ-nʌ            | ñan   |
|     | woman-gen           | child |
|     | ‘the woman’s child’ |       |

#### В предикации
Зависимостное маркирование: аргументы глагола маркируются падежными показателями. В глагольной словоформе возможно согласование с подлежащим, но оно появляется в особых условиях, например, при наличии в предложении двух субъектов.
| (4) | wnә                 | ñan-әt    | kʌynʌk-gwʌ |
|     | 1sg                 | child-acc | scold-prs  |
|     | ‘I scold the child’ |           |            |

### Тип ролевой кодировки
Аккузативный тип ролевой кодировки. Единственный аргумент одноместного глагола и агенс двухместного маркируются одинаково (остуствие падежного показателя), пациенс двухместного глагола маркируется показателем аккузатива.
| (5) | lé             | kiyaasaaku-lé-k |
|     | she            | die-she-t       |
|     | ‘She has died’ |                 |

| (6) | lé          | wakwe-k   |
|     | she         | speak-pst |
|     | ‘She speak’ |           |

| (7) | dé               | lé-rét  | waati-k    |
|     | he               | she-acc | rebuke-pst |
|     | ‘He rebuked her’ |         |            |

### Базовый порядок слов
Базовый порядок слов — SOV. См. пример (4)

## Особенности

### Морфология
Одушевлённые существительные — люди, большие животные и части тела; к неодушевлённым относятся вещи, насекомые, мелкие звери и птицы. Все неодушевлённые имена — мужского рода, кроме четырёх: «солнце», «река», «море», «осока».
Ассоциативная множественность:
| (8) | yaapa                          | béré |
|     | father                         | pl   |
|     | ‘Father and father’s brothers’ |      |

| (9) | Gabriyel                 | béré |
|     | Gabriel                  | pl   |
|     | ‘Gabriel and his family’ |      |

### Система счисления
Система счисления на базе пятеричной. Есть отдельные слова для ‘один‘ (nʌkwrʌk / nʌk), ‘два‘ (vәtyk), ‘три‘ (kwpwk); 4=2+2 (vәtyk vәtyk); для ‘пяти‘ используется обозначение ‘одна рука‘ (tabʌk < tabʌ nʌk); 6-9 образуются на базе 1-4: kayk nʌkwrʌk, kayk vәtyk и т. д.; 10 — две руки.

## Сокращения
- gen — генитив
- acc — аккузатив
- comp — комплетив
- ben — бенефактивный аппликатив
- t — аффикс, выражающий значение из темпоральной области
- prs — настоящее время
- pst — прошедшее время
- pl — множественное число
- 1sg — 1-е лицо, единственное число
- 3pl — 3-е лицо, множественное число